# Malpighia incana
Malpighia incana är en tvåhjärtbladig växtart som beskrevs av Philip Miller. Malpighia incana ingår i släktet Malpighia och familjen Malpighiaceae. Inga underarter finns listade i Catalogue of Life.